# 大卫·希尔伯特
大卫·希尔伯特（德語：David Hilbert，1862年1月23日—1943年2月14日），德国数学家，是19世纪末和20世纪前期最具影响力的数学家之一，被譽為「現代數學之父」。希尔伯特1862年出生于哥尼斯堡，因提出了大量的思想观念（例如不变量理论、公理化几何、希尔伯特空间）而被尊为伟大的数学家，后接替菲利克斯·克莱因将哥廷根大学建设为世界数学中心。后受纳粹政权上台的冲击，哥廷根大学人才大量流失、荣耀土崩瓦解。1943年，忧郁的希尔伯特在德国哥廷根逝世。
他提出了希尔伯特空间的理論，是泛函分析的基礎之一。他热忱地支持康托的集合论与超限数的研究。1900年他在国际数学家大会提出的一系列问题（希尔伯特的23个问题）为20世纪的许多数学研究指出方向。希尔伯特和他的学生为形成量子力学和广义相对论的数学基础做出了重要的贡献。他还是证明论、数理逻辑、区分数学与元数学之差别的奠基人之一。
希尔伯特也是知名的数学教育家，以上课讲授生动、举例貼切而知名。

## 经历

### 早年
希尔伯特于普鲁士王国东普鲁士省的哥尼斯堡（或哥尼斯堡城郊的韦劳），这里是拓扑学的发祥地，也是哲学家伊曼努尔·康德和数学家奥托·黑塞的故乡。每年4月22日，康德的墓穴都会对公众开放。此时，年幼的希尔伯特总会被母亲带去，向这位伟大的哲学家致敬。
希尔伯特8岁时入学，比当时一般孩子晚2年。他所就读的弗里德里希学院正是当年康德的母校。

### 解決高爾頓問題
希尔伯特早期在研究不變函數，在1888年提出了有限性定理。20年前，保羅·高爾頓利用複雜的計算方式，提出了2個變數有限性定理的產生子，但在試圖推展到3個變數時，因為計算的複雜度而失敗。為了解決現在稱為「高爾頓問題」的問題，希尔伯特認為他需要用一個完全不同的方式才能解決問題，因此提出了希爾伯特基定理，證明對於任意變數的多項式，存在有限個產生子，但這是一個存在性證明，不是一個构造性证明，而且需要以排中律的延伸為基礎。
希尔伯特將研究結果發表到《数学年刊》，而高爾頓是数学纪事中關於不變函數的權威，不欣賞希尔伯特的革命性想法，認為不夠全面性，因此于以退稿，高爾頓的評論是：
Das ist nicht Mathematik. Das ist Theologie.
（這不是數學，這是神學）
不過菲利克斯·克莱因注意到希尔伯特研究的重要性，保證這篇論文可以在沒有任何更改的情形下出版。由於克莱因的鼓勵，希尔伯特將此方式擴充後再度投稿到《数学纪事》，克莱因在閱讀手稿後，寫信給希尔伯特，說：
無疑的這是《数学纪事》在一般幾何領域刊載過最重要的論文。
在希尔伯特的方式廣為認同之後，高爾頓也說：
我相信即使是神學也有其可取之處。

### 中期
1900年，他受邀在世界数学家大会上作报告。他准备了几个月的时间，但是主题确定得比较晚，没赶上开幕式的发言。希尔伯特认为好的问题应该是表述清晰易懂、比较难但是又不至于毫无希望、解决后能带来学科的大步发展。

### 与布劳威尔的争执
希尔伯特和鲁伊兹·布劳威尔曾就集合论与超限数的研究是否有意义展开激烈争论，争执一直上升到数学形式化主义和数学直觉主义两派的对立。希尔伯特希望将包括集合论在内的现代数学公理化，使之更严谨和体系化；布劳威尔则认为集合论有瑕疵以至于并不实用。希尔伯特的学生赫尔曼·外尔站在对手布劳威尔一边，认为对无穷概念的过多研究意义不大，甚至是作茧自缚。希尔伯特认为外尔等人对发展集合论的保守观念会削弱数学。
阿尔伯特·爱因斯坦将这场争论称为“蛙鼠之争”。

### 晚年
1943年，心情忧郁的希尔伯特在哥廷根去世。他死前感叹哥廷根大学的衰落：“数学？什么都没有了！”。
希尔伯特的学生分布在世界各地。赫尔曼·外尔参与创建了普林斯顿高等研究院，在美国建立起新的世界数学中心；理查·科朗特则去了纽约大学。

## 主要工作

### 幾何學公理化
希尔伯特在1899年發行《幾何基礎》教材，其中用希尔伯特公理來取代傳統歐幾里得提出的公理，其好處是可以避免一些歐幾里得公理中的一些弱點。因為希尔伯特曾針對公理修改了好幾次，若不參考幾何基礎的各個版本，很難找出那些公理是希尔伯特所用的。最早的原稿很快就翻譯成法文，其中希尔伯特加了公理二“完备公理”（Completeness Axiom）。希尔伯特授權的英文翻譯是由汤森德（E. J. Townsend）在1902年翻譯。這個版本加入了法文版的變更，因此可以算是第2版的翻譯。希尔伯特繼續在德文版修改了好幾次，他修改的最後一版是第7版，之後仍有新的版本，但内容大致上沒有變更。
希尔伯特的方式也表示數學方式開始轉移到現代的公理系统。公理不是一些不證自明的事實。幾何學處理「物體」，不過不一定需要針對未定義的概念給予明確的定義。幾何學的元素，如點、直線、平面等可以用桌子、椅子等物體所取代。幾何學探討的是他們之間的關係。
希尔伯特一開始列舉了一些未定義的概念：點、直線、面、在......上、在......之間、二對點（線段）的全等及角的全等。這些公理將歐幾里得的平面幾何及立體幾何整合成單一的系統。
1902年，穆尔（H. Moore，1862-1932）曾论证希尔伯特所列的公理不是相互独立的。

### 數論
希尔伯特在1897年提出了代數數論領域的《数论报告》，也解答了1770年提出的華林問題，配合有限性定理，希尔伯特找到一個存在性的證明，證明華林問題的解存在，而不是直接找到計算的方式，他原來要針對此問題作一點深入的研究，但希爾伯特模形式的出現使他開始進入另一個領域中。
希尔伯特有許多有關類域論的猜想，這些概念相當的有影響力。此領域中的希爾伯特類域及希爾伯特符號以他得名。在高木貞治的研究後，大部份的猜想都在1930年代證明，這些研究也使高木貞治成為第1個有國際地位的日本數學家。
希尔伯特的研究沒有涉及解析数论，但他的名字也出現在希尔伯特－波利亚猜想中。

### 希爾伯特的23個問題
1900年，希尔伯特在巴黎的国际数学家大会上作了题为《数学问题》的演讲，提出了23道最重要的数学问题，这就是著名的希尔伯特的23个问题。
希尔伯特问题中的1-6是数学基础问题，7-12是数论问题，13-18属于代数和几何问题，19-23属于数学分析。
希尔伯特凭借自己的影响力，吸引了大批年轻的数学家投入这些问题的研究之中。希尔伯特问题对推动20世纪数学的发展起了积极的推动作用。在许多数学家努力下，希尔伯特问题中的大多数在20世纪中得到了解决。
希尔伯特问题中未能包括拓扑学、微分几何等领域，除数学物理外很少涉及应用数学，更不曾预料到电脑发展将对数学产生的重大影响。20世纪数学的发展实际上远远超出了希尔伯特所预示的范围。

## 教育
希尔伯特是知名的数学教育家、非常有耐心的老师，强调教学一定要从最简单例子入手，认为一个知识点学多次才能充分掌握是很正常的。
希尔伯特上课富有激情、感染力，而且喜欢在课堂上举很多联系生活的小例子，善于用故事和比喻解释枯燥的概念，让学生觉得内容生动、易懂。学生布卢门塔尔（Ludwig Otto Blumenthal，1876-1944）回忆希尔伯特讲课语速比较慢，喜欢经常重复说过的话，以尽量确保每个学生都能听懂。他上课时冒出的新想法很多，有时会一时兴起，按照一个新的点子一直讲下去。也正因为此，他有时候会因为某些细节一开始没有考虑周全而出现讲解时中途卡壳的情况。“希尔伯特旅馆悖论”就是他上课喜欢举的例子之一。
希尔伯特的前辈菲利克斯·克莱因也重视教育和学生，不过由于克莱因有枢密顾问（Geheimrat）的尊贵身份以及克莱因习惯正襟危坐的风格，一般人与克莱因见面需要提前预约。同为枢密顾问的希尔伯特相比之下则更加平易近人，作风也更加随性，而且不喜欢别人以“枢密顾问”的头衔称呼他。

## 著作
希尔伯特的著作有《希尔伯特全集》、《几何基础》、《线性积分方程一般理论基础》等。1928年，他與威廉·阿克曼合写《理论逻辑原理》（德語：Grundzuge der Theoretischen Logik）。

## 传记
- Constance Reid.  [希尔伯特]. Springer Science and Business Media. 1996. ISBN 0-387-94674-8 （中文（中国大陆））.
  - 汉译版：康斯坦丝·瑞德.  [希尔伯特：数学世界的亚历山大]. 世纪人文系列丛书. 袁向东 (汉译者); 李文林 (汉译者); 武时勉 (责任编辑); 吕芳 (责任编辑) 中译本第1版 (翻译自英文1996年版). 上海钦州南路71号: 上海科学技术出版社. 2006. ISBN 7-5323-8380-6 （中文（中国大陆））.

## 评价
希尔伯特是20世纪初的世界数学领袖和20世纪数学发展的掌舵人之一。在希尔伯特刚成名时，当时健在的数学家中最有影响力的是法国的儒勒·庞加莱。希尔伯特的带领下，哥廷根大学的学术建设走向巅峰，是当时的世界科学中心，为德国带来了很大影响力。“打起背包去哥廷根”、“哥廷根以外没有生活”成为当时流行于世界各地数学系学生中的口号。一战期间，另一个数学强国法国错误地把许多青年科技才俊送上战场最前线当炮灰，导致法国科学人才面临断代的危机。德国纳粹政权上台后，实行极权统治和种族灭绝政策，使本来可以继续独占科学鳌头的德国人才流失严重。希尔伯特晚年费尽心力稳固哥廷根大学，但仍难以挽回哥廷根整体学术实力走下坡路的大局。希尔伯特重振哥廷根的梦想也没在后来的继任者巴特尔·范德瓦尔登身上实现。世界数学中心此后转移到美国的普林斯顿高等研究院，这里汇聚了来自原哥廷根大学、哥本哈根学派、布尔巴基学派的各路数理学科顶尖学者。希尔伯特的数学领导地位后来由安德烈·韦伊、亚历山大·格罗滕迪克等新一代巨人先后取代。德国数学此后逐渐落后于国际主流，等到再次迎头赶上国际数学前沿要靠弗里德里希·希策布鲁赫的努力。但希策布鲁赫主要研究的拓扑学、代数几何和大范围微分几何都是战后涌现的高度抽象的新主流数学分支，已不同于哥廷根大学的数学传统。
希尔伯特是希望利用严谨的数学解决世界上所有问题的最后一代大数学家之一。他坚持数学应该称为所有科学的领头羊，为各个理工学科建立坚实的基础。希尔伯特强调数学的形式化和公理化，但是不反对将相关的其它学科也进行数学化处理。可是后来的数学发展并不如希尔伯特的预料，战后崛起的抽象数学潮流激进地推崇形式化和一般化，冲击了哥廷根大学重视应用数学的主张。希尔伯特的弟子理查·科朗特非常警觉数学研究大潮流的这一变化，甚至劝阻德国马克斯·普朗克学会不要任命从事抽象数学的希策布鲁赫作为数学研究所的所长。偏应用派的约翰·冯诺依曼则支持将其他理工类学科进行数学严谨化的主张，认为数学的发展来源于直观和经验而非抽象，这引起了一些专门从事纯数学和抽象数学研究的学者的不满。赫尔曼·外尔虽然反对希尔伯特对超限数理论的支持，但是把对称和群的理论引入了现代物理学，成为规范场论的先驱，延续了哥廷根大学重视发展数学应用的传统。
尼古拉·布尔巴基：“正像所有其他科学一样, 数学家的人数和有关数学论著的数目从19世纪末期以来已有极大的增长。在正常年景, 全世界每年出版的纯粹数学专著可达成千成万页。 ... 甚至那些受到最广博训练的数学家，也没人能够在数学的广大世界的某些区域中毫无迷失方向之感；像庞加莱和希尔伯特那样在几乎所有领域都刻上他们天才印记的数学家, 即使在取得最伟大成就的人当中也是极为罕见的例外情形。”
学生赫尔曼·外尔在希尔伯特的悼词中说：“希尔伯特就像穿杂色衣服的风笛手，他那甜蜜的笛声诱惑了如此众多的老鼠，跟着他跳进了数学的深河。”
希尔伯特虽然写过一些涉及物理的文章，但是数学家兼核物理学家斯塔尼斯拉夫·乌拉姆猜测希尔伯特并不具有成为物理学家的资质。英国大数学家迈克尔·阿蒂亚曾提到希尔伯特没有预见拓扑学在20世纪的快速发展，因此认为希尔伯特在这方面不如庞加莱。
对希尔伯特的评价，也有一些不同的声音。俄罗斯数学与物理学家尤里·马宁认为希尔伯特的问题是对数学中心议题的一种干扰。他认为应该依靠宏大的纲领来推动数学进展，而非依靠解决一个个单独的难题。马宁认为由尼古拉·布尔巴基发源出来的许多新思想对20世纪影响更大。日本数学名家志村五郎认为希尔伯特对数学的了解并不全面，比如对二次型理论的理解就比较肤浅（superficial）、对几何学的研究品味（taste）也有些糟糕（bad）、所提出的几何学问题对后世的长期影响力有限。

### 文内引用
1. ↑  Hermann Weyl. . Obituary Notices of Fellows of the Royal Society. 1944-11-01, 4 (13): 547–553  [2018-04-02]. ISSN 1479-571X. doi:10.1098/rsbm.1944.0006. （原始内容存档于2018-06-13） （英语）.
2. ↑  Richard Zach. . The Stanford Encyclopedia of Philosophy.   [2014-03-03]. （原始内容存档于2019-05-22） （英语）.
3. 1 2 3 4  张奠宙. .  1. 上海科学技术出版社. 1997: 216–219. ISBN 9787532344598 （中文（中国大陆））. (这本书可能夸大了部分中国数学家的贡献，同时低估了布尔巴基学派在现代数学中的影响力。)
4. ↑  见Katz 2004，第619頁 (位于原书第4篇“近代数学”第17章“19世纪的几何学”第5节“几何基础”第1小节“希尔伯特公理”)。
5. ↑  . Encyclopædia Britannica. 2007  [2007-09-08]. （原始内容存档于2019-01-07） （英语）.
6. ↑  Zach, Richard. . Stanford Encyclopedia of Philosophy. 2003-07-31  [2009-03-23]. （原始内容存档于2019-05-22） （英语）.
7. 1 2 3 4 5  见张奠宙 2002，第84-85頁 (位于原书第2章“格丁根学派的黄金时期(1918-1933)”第13节“格丁根学派的兴衰”)。
8. ↑  Constance Reid 1996, pp. 36–37.
9. ↑  Reid 1996, p. 34.
10. ↑  Rowe, p. 195
11. ↑  Reid 1996, p. 37.
12. ↑  见Katz 2004，第628頁 (位于原书第18章“20世纪的数学”第1节“集合论：问题与悖论”补遗部分)。
13. 1 2 3  见Macrae 2008，第86頁。
14. 1 2  见Macrae 2008，第91頁。
15. ↑  见Macrae 2008，第89頁。
16. ↑  见张奠宙 2002，第278-279頁 (位于原书第4章“战后美苏数学争雄”第38节“希策布鲁赫 战后的德国数学”)。
17. 1 2 3 4  蔡天星. .  1. 中国广西省桂林市中华路22号: 广西师范大学出版社. 2009: 134–142. ISBN 978-7-5633-8373-3 （中文（中国大陆））.
18. ↑  Hilbert 1950
19. ↑  见Katz 2004，第639頁 (位于原书第18章“20世纪的数学”第3节“代数方面的新思想”)。
20. ↑  Reid 1996, p. 114
21. ↑  . 南方週末. 2012-03-30  [2014-03-04]. （原始内容存档于2020-10-17） （中文）. 不过这个希尔伯特-波利亚猜想本身也颇有一些离奇的地方，……，却惊讶地发现无论希尔伯特还是波利亚，居然都不曾在任何文字之中述及过这个猜想。
22. ↑  . 中央研究院數學研究所.   [2014-03-03]. （原始内容存档于2016-03-04） （中文）.
23. ↑  潘治. . 钱江晚报. 2006年5月28日: 第A0014版：每日新闻·发现  [2019年10月15日]. （原始内容存档于2019年10月15日） （中文（中国大陆））.
24. ↑  . 人民网. 2014年8月27日  [2019年10月27日]. （原始内容存档于2020年12月31日） （中文（中国大陆））.
25. ↑  见Bourbaki 1999，第163-164頁 (位于原书第3章“布尔巴基论布尔巴基”第2节“布尔巴基的事业”)。
26. 1 2  见张奠宙 2002，第279-281頁 (位于原书第4章“战后美苏数学争雄”第38节“希策布鲁赫 战后的德国数学”)。
27. 1 2  S·乌拉姆. .  [一位数学家的经历]. 大学数学丛书. 朱水林 (汉译者); 吴炳荣 (汉译者); 唐盛昌 (汉译者); 蒋青 (汉译者); 李国伟 (汉译者) 1. 中国上海市卢湾区瑞金二路450号: 上海科技出版社. 1989: 259. ISBN 7-5323-0727-1 （中文（中国大陆））.
28. ↑  见Macrae 2008，第103-106頁。
29. ↑  见Bourbaki 1999，第31-32頁 (位于原书第1章“布尔巴基原著”第1节“数学的建筑”)。
30. ↑  Michael Atiyah.  [二十世纪的数学]. The American Mathematical Monthly. 2001, 108 (7): 654–666. doi:10.2307/2695275.
31. 1 2 3  弗里曼·戴森. . 科学网. 王丹红 (汉译者): 3. 2011-08-18 （中文（中国大陆））.
32. ↑  Goro Shimura.  [我人生的映射]. New York: Springer New York. 2009: 76. ISBN 9781441927248 （英语）.

### 补充来源
- 尼古拉·布尔巴基. 王建军 (责任编辑) , 编. . 数学家思想文库之三. 胡作玄 (编译) 1. 中国江苏省南京市马家街31号: 江苏教育出版社. 1999. ISBN 7-5343-3493-4 （中文（中国大陆））.
- Norman Macrae.  [天才的拓荒者：冯·诺伊曼传]. 哲人石丛书. 范秀华 (翻译), 朱朝晖 (翻译), 刘丽曼 (责任编辑) 1. 中国上海冠生园路393号: 上海科技教育出版社. 2008 [1992]. ISBN 978-7-5428-4773-7 （中文（中国大陆））.
- Victor J. Katz. . 赵天夫; 徐可  (编).  [数学史通论]. 李文林 (汉译者+校对者); 邹建成 (汉译者); 胥鸣伟 (汉译者+校对者); 杨宝珊 (汉译者); 刘建军 (汉译者); 李培廉 (汉译者); 刘向晖 (汉译者); 吴发恩 (汉译者); 袁敏 (汉译者); 王辉 (汉译者); 郑权 (汉译者); 杨浩菊 (汉译者) 2. 中国北京市西城区德外大街4号: 高等教育出版社. 2004. ISBN 7-04-014253-8 （中文（中国大陆））.
- 张奠宙. 倪明 (责任编辑); 陈信漪 (特约编辑) , 编.  1. 中国上海市中山北路3663号: 华东师范大学出版社. 2002. ISBN 7-5617-2833-6 （中文（中国大陆））.

### 延伸阅读
- 卢昌海. . 卢昌海的个人网站. 2012年7月22日  [2019年10月27日]. （原始内容存档于2020年6月7日） （中文（中国大陆））.
- 卢昌海. . 卢昌海的个人网站. 2012年8月25日  [2019年10月27日]. （原始内容存档于2020年6月7日） （中文（中国大陆））.